# George Browne
George Browne   (Limerick, 15 de juny de 1698 (Julià) - Riga, 18 de febrer de 1792) (en rus: Юрий Юрьевич Броун; en irlandès: Seoirse de Brún; en alemany: Georg Reichsgraf von Browne; en francès: Georges de Browne), comte von Browne de la noblesa del Sacre Imperi Romanogermànic, va ser un soldat de fortuna irlandès que es va convertir en general al servei de l'Imperi Rus.

## Biografia
Browne descendia d'una família que podia traçar la seva descendència fins a l'època de Guillem el Conqueridor, i s'havia establert a Irlanda en un període molt primerenc. Els seus avantpassats immediats van ser els Browne de Camas, Limerick, on va néixer el 15 de juny de 1698. Va ser educat a l'escola diocesana de Limerick.
Catòlic i jacobita, Browne, com moltes de les seves altres relacions, va buscar un marge per a la seva ambició en una carrera militar estrangera (Fugida de les Oques Salvatges). Als seus vint-i-set anys va entrar al servei de l'Electorat del Palatinat, del qual va passar el 1730 al de l'Imperi Rus. Es va distingir a les guerres polonesa, francesa i turca, i va ser ascendit al grau de general, amb el comandament de 30.000 homes, quan va ser fet presoner pels turcs. Després de ser venut tres vegades com a esclau a un albanès, va obtenir la seva llibertat gràcies a la intervenció de l'ambaixador francès Villeneuve, a instància de la cort russa, i, romanent-se un temps a Constantinoble amb el seu vestit d'esclau, va aconseguir descobrir importants secrets d'estat que va portar a Sant Petersburg.
En reconeixement d'aquest servei especial, Browne va ser elevat per Anna Ivànova al rang de major general, i en aquesta capacitat va acompanyar el general Peter Lacy en la seva primera expedició a Finlàndia. A l'esclat de la guerra russo-sueca, la seva habilitat tàctica es va mostrar amb gran avantatge per controlar els atacs suecs a Livònia. A la Guerra dels Set Anys va prestar una important ajuda com a tinent general sota el seu cosí Maximilià Ulisses, Reichsgraf von Browne.
L'afortunada desviació de Browne dels atacs de l'enemic a Kolín, el 18 de juny de 1757, va contribuir materialment a la victòria aliada, i com a mostra del seu agraïment per la seva conducta en l'ocasió, Maria Teresa li va obsequiar una tabaquera amb brillants i adornada amb el seu retrat. A Zorndorf, el 25 d'agost de 1758, es va distingir novament d'una manera similar, la seva oportuna assistència de l'ala dreta en el moment més crític de la batalla va transformar la derrota gairebé inevitable en victòria. Pere III va ser nomenat general en cap, i nomenat comandant en cap a la guerra danesa.
Quan va dirigir una protesta al tsar contra la guerra com a impolítica, Browne va ser privat dels seus honors i va ordenar que abandonés el país, però el tsar, penedint-se de la seva precipitada decisió, el va revocar tres dies després i el va nomenar governador de Livònia. Va ser confirmat al càrrec de Caterina II que li va concedir la casa senyorial de Smiltene, i durant trenta anys fins al final de la seva vida va administrar els seus afers amb una sagacitat pràctica notable i amb gran avantatge tant per al govern suprem com per als diversos interessos dels habitants. Va morir el 18 de febrer de 1792 a Riga.
El fill de Browne, Johann Georg von Browne, també oficial de l'exèrcit rus, va ser un mecenes de Ludwig van Beethoven.